# Bihar község
Bihar község (románul: Comuna Biharia) község Bihar megyében, Romániában. Központja Bihar, hozzá tartozik Hegyközkovácsi.

## Népessége
A 2011-es népszámlálás adatai alapján a község népessége 4205 fő volt.

## Testvérvárosa
- Hatvan, Magyarország[4]